# 2389 Dibaj
2389 Dibaj је астероид главног астероидног појаса чија средња удаљеност од Сунца износи 2,445 астрономских јединица (АЈ).
Апсолутна магнитуда астероида је 12,9.